# Исполинские ящерицы
Исполинские ящерицы, или гладкие ящерицы, или тиликвы (лат. Tiliqua) — род ящериц из семейства сцинковых.
В роду 7—8 видов, распространённых в Австралии и на островах Океании.

## Описание

### Внешний вид
Исполинские ящерицы — крупного и среднего размера (обычно 30—50 см в длину) ящерицы, характеризующиеся широким и толстым мощным телом, очень короткими пятипалыми конечностями, большой высокой треугольной головой. Хвост средней длины или короткий, у короткохвостого сцинка (Tiliqua rugosa) служит для накопления запасов жира. Реже хвост может быть довольно длинным (у папуанской исполинской ящерицы, T. gigas). Чешуя тела обычно крупная, гладкая, блестящая, у короткохвостого сцинка — толстая, бугристая. Зубы тупые, давящие. Имеется вторичное нёбо. Характерной особенностью рода является широкий язык кобальтово-синего цвета.
Наиболее мелкий представитель рода, аделаидская исполинская ящерица (T. adelaidensis), достигает в длину всего около 10 см, наиболее крупный — северный подвид обыкновенного синеязыкого сцинка (T. scincoides intermedia), вырастающий до 76 см. Виды австралийских сцинков носят имена в соответствии с территориями своего обитания. Например, сцинки Intermedia живут на севере. И от южных видов они отличаются по окрасу. Северных синеязыких сцинков проще всего отличить от других – окраска у них преимущественно светло-коричневая с рисунком из чёрных, оранжевых или желтых полосок. А южные сцинки имеют более темный цвет тела.
У всех сцинков глаза размещены по бокам головы и снабжены подвижным нижним веком. У некоторых представителей рода на висках имеется несколько крупных чешуек, другие же не обладают этим признаком.

### Распространение
Ареал рода охватывает Австралию, Тасманию, Новую Гвинею и близлежащие острова, некоторые восточные острова Индонезии.

### Образ жизни
Исполинские ящерицы в Австралии распространены почти повсеместно. Они обитают в самых разных биотопах, от пустынь до влажных лесов, иногда встречаются в пригородах. Ведут наземный образ жизни. Часто придерживаются зарослей колючих кустарников, где уплощённое тело помогает им ползать под низко растущими ветвями. Свою территорию синеязыкие сцинки охраняют строго и агрессивно прогоняют забредших на неё чужаков. В растительных зарослях ящерицы умеют ползать по земле под самыми низкими ветками благодаря плоской форме своего тела.
Эти сцинки — дневные ящерицы, на ночь скрываются в укрытиях: норах, пустотах под лежащими на земле предметами.
Большую часть года кроме сезона размножения тиликвы ведут одиночный образ жизни, территориальны и агрессивны по отношению к другим особям вида.
Из врагов отмечены хищные птицы, динго, бродячие и домашние собаки и кошки, змеи и тасманийские дьяволы. При опасности синеязыкие сцинки демонстрируют характерную оборонительную позу: раздуваются, шипят, широко раскрывают пасть и высовывают листовидный синий язык, который резко выделяется на фоне ярко-красной слизистой оболочки ротовой полости.

### Питание
Всеядны. Основу рациона составляют плоды, листья и цветы растений, но сцинки также могут охотиться на насекомых и других беспозвоночных, во множестве поедают улиток, охотно употребляют в пищу грибы, птичьи яйца, падаль и даже пищевые отходы в пригородах. Крупные взрослые особи могут поедать небольших позвоночных: мелких грызунов, ящериц. В желудках карликовых синеязыких сцинков были обнаружены различные насекомые: тараканы, муравьи, сверчки, а также пауки и останки мелких ящериц.
Кормление синеязыких сцинков в неволе герпетологи рекомендуют строить по такому принципу: основой рациона лучше сделать растительные корма, овощи, фрукты, листья, цветы и побеги, а понемногу добавлять кусочки мяса, вареные яйца, мелких грызунов и даже кошачьи консервы. И конечно, очень важно поддерживать витаминный баланс в организме синеязыкого сцинка. Для этого в ветеринарных аптеках продаются специальные добавки для рептилий. В целом, сцинки не особенно разборчивы в еде, поэтому хозяевам придется тщательно следить, как бы их питомец не сжевал что-нибудь вредное.

### Размножение
Спаривание происходит в сентябре—ноябре, при этом ящерицы могут спариваться с одним и тем же партнёром на протяжении нескольких лет. Такая моногамия особенно характерна для короткохвостого сцинка, у которого самец и самка живут недалеко друг от друга на одной территории и объединяются примерно на два месяца в период размножения. Пары ящериц могут «хранить верность» в течение более чем 10 лет.
Тиликвы живородящи. Беременность длится 3—5 месяцев, роды происходят в декабре—апреле. В помёте может быть от 1—2 (у короткохвостого сцинка) до 20—25 (у обыкновенного синеязыкого сцинка) детёнышей. Малыши обычно крупные и почти сразу самостоятельные. Уже через пару дней они впервые линяют и начинают кормиться сами, а в течение полугода у молодняка меняются зубы.

## Значение для человека
Исполинские ящерицы играют важную роль в культуре, мифологии, народной медицине и питании австралийских аборигенов.
Благодаря крупному размеру, флегматичному и миролюбивому характеру в сочетании с относительной лёгкостью в содержании тиликвы стали популярными террариумными животными.

## Виды
Русские названия приведены по словарю Даревского:
- Аделаидская исполинская ящерица (Tiliqua adelaidensis)
- Папуанская исполинская ящерица (Tiliqua gigas)
- Центральноавстралийская тиликва (Tiliqua multifasciata)
- Чёрно-жёлтая исполинская ящерица (Tiliqua nigrolutea)
- Западная тиликва (Tiliqua occipitalis)
- Короткохвостый сцинк (Tiliqua rugosa)
- Обыкновенная исполинская ящерица (Tiliqua scincoides)

Короткохвостый сцинк долгое время выделялся в самостоятельный монотипический род Trachydosaurus (или Trachysaurus). Однако позже на основании иммунологических и анатомических исследований было доказано, что короткохвостый сцинк — высокоспециализированный представитель рода Tiliqua.